# Campeonato Ecuatoriano de Fútbol 2011
De Campeonato Ecuatoriano de Fútbol 2011 was het 53ste seizoen in de hoogste afdeling van het Ecuadoraanse voetbal sinds de oprichting van deze hoogste afdeling in het Zuid-Amerikaanse land. De competitie bestond uit twee delen: de Primera Etapa en de Segunda Etapa, waarna de winnaars van beide competitiehelften streden om de landstitel. Twaalf clubs deden mee aan deze editie. 

## Deelnemende clubs
| Club                    | Stad      | Trainer           | Stadion                    | Capaciteit |
| ----------------------- | --------- | ----------------- | -------------------------- | ---------- |
| Barcelona               | Guayaquil | Rubén Darío Insúa | Monumental Banco Pichincha | 90.283     |
| Deportivo Cuenca        | Cuenca    | Luis Soler        | Alejandro Serrano Aguilar  | 22.000     |
| Deportivo Quito         | Quito     | Fabián Bustos     | Olímpico Atahualpa         | 40.948     |
| El Nacional             | Quito     | Mario Saralegui   | Olímpico Atahualpa         | 40.948     |
| Emelec                  | Guayaquil | Omar Asad         | George Capwell             | 23.461     |
| Espoli                  | Quito     | Carlos Calderón   | La Cocha (in Latacunga)    | 15.000     |
| SC Imbabura             | Ibarra    | Wilson Armas      | Olímpico de Ibarra         | 18.600     |
| Independiente del Valle | Sangolquí | Julio Asad        | Général Rumiñahui          | 8.000      |
| LDU de Loja             | Loja      | Homero Valencia   | Federativo Reina del Cisne | 14.935     |
| LDU Quito               | Quito     | Edgardo Bauza     | La Casa Blanca             | 55.400     |
| Manta Fútbol Club       | Manta     | Gabriel Perrone   | Jocay                      | 20.000     |
| Centro Deportivo Olmedo | Riobamba  | Dragan Miranovic  | Olímpico de Riobamba       | 18.000     |

## Primera Etapa

### Uitslagen
|                  | BAR | CUE | DEP | ELN | EME | ESP | IMB | IDV | LOJ | LDU | MAN | OLM |
| ---------------- | --- | --- | --- | --- | --- | --- | --- | --- | --- | --- | --- | --- |
| Barcelona        |     | 0–2 | 0–1 | 0–1 | 0–0 | 4–1 | 1–0 | 1–1 | 1–1 | 0–0 | 1–1 | 4–0 |
| Deportivo Cuenca | 1–1 |     | 1–1 | 2–2 | 0–1 | 2–1 | 1–1 | 3–1 | 1–2 | 0–2 | 3–2 | 2–1 |
| Deportivo Quito  | 1–0 | 3–1 |     | 1–1 | 0–0 | 3–2 | 3–2 | 2–3 | 2–4 | 0–0 | 2–1 | 3–1 |
| El Nacional      | 0–0 | 4–2 | 0–3 |     | 2–0 | 3–0 | 1–2 | 1–0 | 0–1 | 1–2 | 4–1 | 2–1 |
| Emelec           | 1–1 | 0–0 | 0–0 | 1–1 |     | 2–0 | 1–0 | 3–1 | 3–2 | 1–0 | 2–1 | 3–1 |
| Espoli           | 2–3 | 5–1 | 0–3 | 1–1 | 1–2 |     | 2–0 | 3–3 | 1–2 | 0–0 | 0–0 | 1–2 |
| Imbabura         | 0–2 | 1–2 | 3–2 | 0–1 | 1–1 | 1–0 |     | 2–2 | 3–2 | 1–1 | 0–1 | 3–1 |
| Independiente    | 2–3 | 1–2 | 1–6 | 1–0 | 0–3 | 1–1 | 3–3 |     | 1–0 | 1–2 | 0–0 | 2–0 |
| LDU Loja         | 0–0 | 0–0 | 1–0 | 2–1 | 1–4 | 0–0 | 0–2 | 3–2 |     | 1–2 | 3–0 | 1–0 |
| LDU Quito        | 3–0 | 1–0 | 0–1 | 2–1 | 0–1 | 2–0 | 2–0 | 2–1 | 1–1 |     | 5–0 | 1–1 |
| Manta            | 1–0 | 0–1 | 2–0 | 1–0 | 1–1 | 0–1 | 2–0 | 2–0 | 2–0 | 1–1 |     | 0–0 |
| Olmedo           | 4–0 | 0–0 | 2–2 | 0–4 | 2–1 | 3–0 | 2–0 | 2–2 | 1–0 | 1–0 | 2–1 |     |

### Eindstand
| №  | Club                        | WG | W  | G | V  | DV | DT | +/– | Punten |
| -- | --------------------------- | -- | -- | - | -- | -- | -- | --- | ------ |
| 1  | Club Sport Emelec           | 22 | 12 | 8 | 2  | 31 | 15 | +16 | 44     |
| 2  | LDU Quito                   | 22 | 11 | 7 | 4  | 29 | 13 | +16 | 40     |
| 3  | Deportivo Quito             | 22 | 11 | 6 | 5  | 39 | 25 | +13 | 39     |
| 4  | Club Deportivo El Nacional  | 22 | 9  | 5 | 8  | 31 | 23 | +8  | 32     |
| 5  | LDU de Loja                 | 22 | 9  | 5 | 8  | 27 | 27 | 0   | 32     |
| 6  | Deportivo Cuenca            | 22 | 8  | 7 | 7  | 27 | 30 | –3  | 31     |
| 7  | Centro Deportivo Olmedo     | 22 | 8  | 5 | 9  | 27 | 32 | –5  | 29     |
| 8  | Barcelona Sporting Club     | 22 | 6  | 9 | 7  | 22 | 23 | –1  | 27     |
| 9  | Manta Fútbol Club           | 22 | 7  | 6 | 9  | 20 | 26 | –6  | 27     |
| 10 | Sporting Club Imbabura      | 22 | 6  | 5 | 11 | 25 | 33 | –8  | 23     |
| 11 | CSD Independiente del Valle | 22 | 4  | 7 | 11 | 29 | 44 | –15 | 19     |
| 12 | Club Deportivo Espoli       | 22 | 3  | 6 | 13 | 22 | 38 | –16 | 15     |

## Segunda Etapa

### Uitslagen
|                  | BAR | CUE | DEP | ELN | EME | ESP | IMB | IDV | LOJ | LDU | MAN | OLM |
| ---------------- | --- | --- | --- | --- | --- | --- | --- | --- | --- | --- | --- | --- |
| Barcelona        |     | 2–1 | 1–0 | 3–1 | 2–0 | 1–0 | 3–1 | 1–0 | 2–0 | 2–3 | 1–0 | 1–0 |
| Deportivo Cuenca | 0–0 |     | 0–1 | 1–1 | 2–0 | 0–0 | 2–1 | 3–0 | 4–0 | 2–1 | 2–0 | 1–1 |
| Deportivo Quito  | 1–0 | 2–1 |     | 0–1 | 2–0 | 2–0 | 2–2 | 2–2 | 3–0 | 1–1 | 4–0 | 1–0 |
| El Nacional      | 2–0 | 1–1 | 0–3 |     | 2–1 | 2–1 | 5–1 | 2–2 | 4–3 | 2–3 | 0–1 | 4–2 |
| Emelec           | 1–1 | 0–0 | 0–0 | 1–1 |     | 4–0 | 5–0 | 2–0 | 4–1 | 2–1 | 1–0 | 3–0 |
| Espoli           | 2–2 | 2–3 | 1–2 | 2–1 | 1–3 |     | 2–1 | 1–4 | 1–1 | 1–0 | 0–0 | 0–1 |
| Imbabura         | 3–1 | 1–0 | 1–4 | 1–3 | 2–1 | 3–0 |     | 0–1 | 0–0 | 0–1 | 4–2 | 0–0 |
| Independiente    | 0–3 | 0–1 | 0–1 | 1–2 | 5–0 | 1–0 | 1–1 |     | 3–6 | 2–0 | 3–2 | 3–0 |
| LDU Loja         | 3–1 | 4–2 | 0–1 | 0–3 | 0–2 | 1–0 | 4–0 | 1–2 |     | 3–2 | 2–0 | 1–1 |
| LDU Quito        | 0–0 | 4–1 | 1–0 | 2–1 | 1–0 | 1–0 | 1–2 | 1–2 | 3–0 |     | 6–0 | 0–0 |
| Manta            | 2–0 | 1–1 | 2–0 | 0–1 | 2–1 | 0–1 | 0–1 | 0–0 | 3–1 | 0–0 |     | 2–1 |
| Olmedo           | 1–2 | 1–1 | 2–2 | 4–1 | 0–3 | 2–1 | 2–1 | 1–0 | 1–0 | 2–0 | 0–1 |     |

### Eindstand
| №  | Club                        | WG | W  | G | V  | DV | DT | +/– | Punten |
| -- | --------------------------- | -- | -- | - | -- | -- | -- | --- | ------ |
| 1  | Deportivo Quito             | 22 | 13 | 5 | 4  | 34 | 15 | +19 | 44     |
| 2  | Barcelona Sporting Club     | 22 | 12 | 4 | 6  | 29 | 21 | +8  | 40     |
| 3  | Club Deportivo El Nacional  | 22 | 11 | 4 | 7  | 40 | 33 | +7  | 37     |
| 4  | Club Sport Emelec           | 22 | 10 | 4 | 8  | 34 | 23 | +11 | 34     |
| 5  | LDU Quito                   | 22 | 10 | 4 | 8  | 32 | 23 | +9  | 34     |
| 6  | Deportivo Cuenca            | 22 | 8  | 8 | 6  | 29 | 23 | +6  | 32     |
| 7  | CSD Independiente del Valle | 22 | 9  | 4 | 9  | 32 | 30 | +2  | 31     |
| 8  | Centro Deportivo Olmedo     | 22 | 7  | 6 | 9  | 22 | 28 | –6  | 27     |
| 9  | Manta Fútbol Club           | 22 | 7  | 4 | 11 | 18 | 30 | –12 | 25     |
| 10 | Sporting Club Imbabura      | 22 | 7  | 4 | 11 | 26 | 40 | –14 | 25     |
| 11 | LDU de Loja                 | 22 | 7  | 3 | 12 | 31 | 42 | –11 | 24     |
| 12 | Club Deportivo Espoli       | 22 | 4  | 4 | 14 | 16 | 35 | –19 | 16     |

## Eindstand
| №  | Club                        | WG | W  | G  | V  | DV | DT | +/– | Punten |
| -- | --------------------------- | -- | -- | -- | -- | -- | -- | --- | ------ |
|    | Deportivo Quito             | 44 | 24 | 11 | 9  | 73 | 40 | +23 | 83     |
| 2  | Club Sport Emelec           | 44 | 22 | 12 | 10 | 65 | 38 | +27 | 78     |
| 3  | LDU Quito                   | 44 | 21 | 11 | 12 | 61 | 36 | +25 | 74     |
| 4  | Club Deportivo El Nacional  | 44 | 20 | 9  | 15 | 71 | 56 | +15 | 69     |
| 5  | Barcelona Sporting Club     | 44 | 18 | 13 | 13 | 51 | 44 | +7  | 67     |
| 6  | Deportivo Cuenca            | 44 | 16 | 15 | 13 | 56 | 53 | +3  | 63     |
| 7  | LDU de Loja                 | 44 | 16 | 8  | 20 | 58 | 69 | –11 | 56     |
| 8  | Centro Deportivo Olmedo     | 44 | 15 | 11 | 18 | 49 | 60 | –11 | 56     |
| 9  | Manta Fútbol Club           | 44 | 14 | 10 | 20 | 38 | 56 | –18 | 52     |
| 10 | CSD Independiente del Valle | 44 | 13 | 11 | 20 | 61 | 74 | –13 | 50     |
| 11 | Sporting Club Imbabura      | 44 | 13 | 9  | 22 | 51 | 73 | –22 | 48     |
| 12 | Club Deportivo Espoli       | 44 | 7  | 10 | 27 | 38 | 73 | –35 | 31     |

|  | Geplaatst voor play-offs landstitel en Copa Libertadores 2012 |
|  | Geplaatst voor play-offs om derde plaats                      |
|  | Gedegradeerd naar de Serie B                                  |

## Play-offs

### Om derde plaats
|                       |                                |       |                     |                                                                                   |
| 11 december 12:00 uur | El Nacional                    | 2 – 1 | LDU Quito           | Estadio Olímpico Atahualpa, Quito Toeschouwers: 7.550 Scheidsrechter: Carlos Vera |
| 11 december 12:00 uur | Hugo Vélez 8' Javier Chila 39' |       | 23' Walter Calderón | Estadio Olímpico Atahualpa, Quito Toeschouwers: 7.550 Scheidsrechter: Carlos Vera |

|                       |                  |       |                        |                                                                               |
| 19 december 19:30 uur | LDU Quito        | 1 – 1 | El Nacional            | Estadio La Casa Blanca, Quito Toeschouwers: 10.078 Scheidsrechter: Omar Ponce |
| 19 december 19:30 uur | Luis Bolaños 83' |       | 71' Juan Luis Anangonó | Estadio La Casa Blanca, Quito Toeschouwers: 10.078 Scheidsrechter: Omar Ponce |

### Finale
|                       |        |                    |                 |                                                                                    |
| 11 december 16:00 uur | Emelec | 0 – 1              | Deportivo Quito | Estadio George Capwell, Guayaquil Toeschouwers: 21.635 Scheidsrechter: José Caprio |
| 11 december 16:00 uur |        | 29' Fidel Martínez |                 | Estadio George Capwell, Guayaquil Toeschouwers: 21.635 Scheidsrechter: José Caprio |

|                       |                     |       |        |                                                                                         |
| 17 december 12:00 uur | Deportivo Quito     | 1 – 0 | Emelec | Estadio Olímpico Atahualpa, Quito Toeschouwers: 32.325 Scheidsrechter: Alfredo Intriago |
| 17 december 12:00 uur | Matías Alustiza 88' |       |        | Estadio Olímpico Atahualpa, Quito Toeschouwers: 32.325 Scheidsrechter: Alfredo Intriago |

## Statistieken

### Topscorers
- In onderstaand overzicht zijn alleen de spelers opgenomen met tien of meer treffers achter hun naam.

| №  | Naam               | Club                  | Goals | Pen. | Duels | Gem. |
| -- | ------------------ | --------------------- | ----- | ---- | ----- | ---- |
| 1  | Narciso Mina       | Independiente del V.  | 28    | 2    | 37    |      |
| 2  | Juan Luis Anangonó | El Nacional           | 21    | 2    |       |      |
| 3  | Julio Bevacqua     | Deportivo Quito       | 20    | 5    |       |      |
| 3  | Fábio Renato       | LDU de Loja           | 20    | 5    |       |      |
| 5  | Hernán Barcos      | LDU Quito             | 16    | 3    |       |      |
| 6  | Christian Gómez    | CD Olmedo             | 12    | 8    |       |      |
| 6  | Juan Govea         | Deportivo Cuenca      | 12    | 4    |       |      |
| 6  | Edder Vaca         | LDU de Loja           | 12    | 1    |       |      |
| 9  | Édison Preciado    | El Nacional           | 11    | 0    |       |      |
| 10 | Javier Guarino     | Club Deportivo Espoli | 10    | 1    |       |      |